# Падаккаси (Юськасинське сільське поселення)
Падакка́си (рос. Падаккасы, чув. Патаккасси) — присілок у Чувашії Російської Федерації, у складі Юськасинського сільського поселення Моргауського району.
Населення — 111 осіб (2010; 115 в 2002, 126 в 1979; 151 в 1939, 147 в 1926, 97 в 1897, 46 в 1858).

## Історія
Історичні назви — Паданкаси, Патаккаси. Утворилось як виселок села Преображенське (Чуваська Сорма). До 1866 року селяни мали статус державних, займались землеробством, тваринництвом. 1930 року створено колгосп «Шинер». До 1927 року присілок перебував у складі Шуматівської та Чувасько-Сорминської волостей Ядрінського повіту. 1927 року присілок переданий до складу Аліковського району, 1944 року — до складу Моргауського, 1959 року — повернутий до складу Аліковського, 1962 року — до складу Чебоксарського, 1964 року — повернутий до складу Моргауського району.